# Андриеску, Михаил Иванович
Михаи́л Ива́нович Андрие́ску (фамилия при рождении — Виштак; рум. Mihai Andriescu, 31 октября 1898, Збероая, Кишинёвский уезд, Российская империя — 23 сентября 1934, Саки, Крымская АССР) — молдавский советский писатель. Участник Гражданской войны в России. Член ВКП(б) (с 1926 года).

## Биография
Родился 31 октября 1898 года в селе Збероая (сейчас — Ниспоренский район) в семье бедного крестьянина. После окончания двух классов церковно-приходской школы Андриеску работал на полях помещика Гонату. В детстве стал свидетелем поджога крестьянами помещичьего умения во время Революции 1905—1907 годов, а затем расправы над участниками выступления.
В 1916 году начал работать на строительстве узкоколейной железной дороги Бельцы — Фалешты. В это время будущий писатель в среде рабочих проникается социалистическими идеями. После вторжения румынских войск в Бессарабию и начала гражданской войны в России вступил добровольцем в Красную армию. Являлся командиром подразделения в течение четырёх лет. По окончании гражданской войны являлся шахтёром, служил в рабоче-крестьянской милиции во Владикавказе. Параллельно с работой Андриеску учился на рабфаке.
Во Владикавказе Андриеску начал публиковать свои первые статьи и зарисовки в газете «Горская правда». В 1924 году он переехал в Балту, где опубликовал своё первое стихотворение «Здравствуй, мама!». В это время он работает в сельскохозяйственной коммуне агрономом и одновременно публикуется в газете «Плугарул рош».

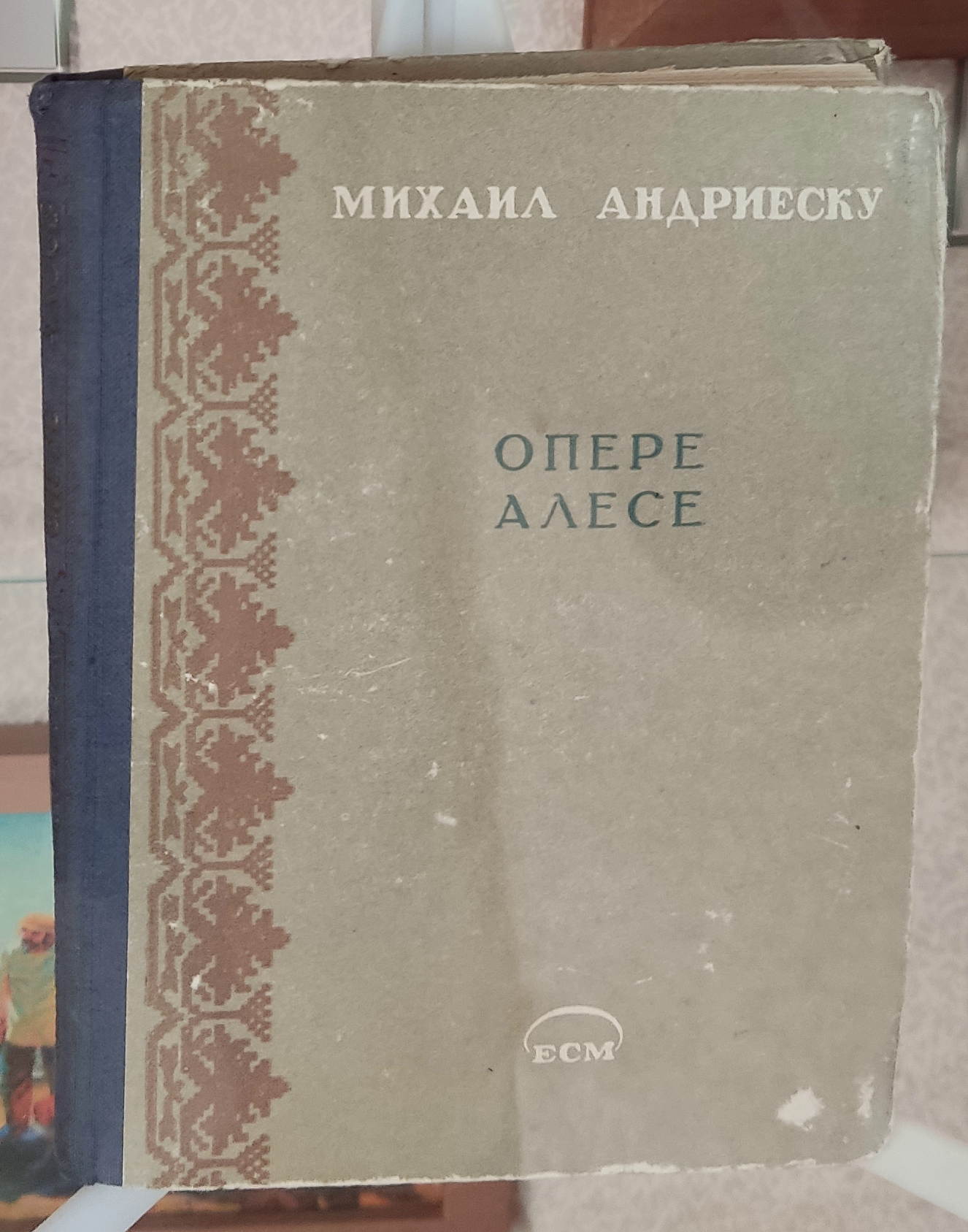
Книга «Опере Алесе»

С 1926 года — член ВКП(б). Являлся членом инициативной группы по созданию писательской организации, которая должна была объединить молдавских писателей. В 1928 году на первой конференции писателей он был избран членом правления Союза молдавских советских писателей и членом редакционной коллегии журнала «Литературная Молдавия».
Позднее Андриеску учился в Сельскохозяйственной академии имени К. А. Тимирязева в Москве, а по окончании обучения вернулся на работу агронома в Молдавию. Вскоре после этого он был назначен секретарём, а затем заместителем председателя Молдавского научного комитета.
В декабре 1930 года он был избран председателем правления Союза писателей Молдавии. С этого времени Андриеску систематически публикуется в газете «Молдова Сочиалистэ» и журнале «Октомбрие». Публикует свои стихи в жанре соцреализма в сборниках «Стихи» (1929 и 1931) и «Избранное» (1932).
В 1931 году Андриеску отправил писателю Максиму Горькому двухлетнюю подшивку журнала «Молдова литерарэ» с надписью: «Тов. А. М. Горькому. Эту книжку — зеркало первых наших шагов по пути роста и достижений — тебе, учителю и старшему товарищу». Позднее, эта подшивка была передана в Государственную библиотеку имени В. И. Ленина (сейчас — Российская государственная библиотека) в Москве.
В 1931 и 1932 годах избирался в состав Молдавского обкома партии. С 1932 года — член ЦИК Молдавской АССР.
Скончался 23 сентября 1934 года в крымском городе Саки, где находился на лечении в санатории «Ударник». Похоронен в Саках.
Школа в селе Збероая названа в его честь. В ней была открыта комната-музей Андриеску.